# سیل استوروفسن
استوروفسن (به انگلیسی: Storofsen) یک فاجعهٔ سیل بود که در ژوئیهٔ ۱۷۸۹ شرق نروژ را درنوردید. در این فاجعه ۶۳ نفر ناپدید شدند، هزاران خانه نابود شدند و هزاران دام نیز از بین رفتند. در این سیل رودخانه‌های گلوما و گودبراندسدالسلوگن طغیان کردند و سطح آب میوسا نیز به ده متر بالاتر از سطح نرمال خود رسید.
کارخانه مس کویکنه بر اثر سیل متحمل آسیب زیادی شد و این عملاً به کار معادن پایان داد.